# 광저우 고등교육 메가센터 중앙경기장
광저우 고등교육 메가센터 중앙경기장(중국어: 州大学城体育中心)은 중화인민공화국 광저우시 광저우 고등교육 메가센터에 위치한 경기장으로 Guangzhou Rams의 홈 구장으로 사용되고 있다.